# Antiparazitik
Antiparazitici su klasa lekova koja se koristi za tretman parazitskih bolesti, kao što su one uzrokovane helmintima, amebama, ektoparazitima, parazitskim gljivicama, i protozoama, između ostalih. Antiparazitici deluju na parazitske agense infekcija uništavajući ih ili inhibirajući njihov rast. Oni su obično efektivni protiv ograničenog broja parazita unutar određene klase. Antiparazitici su jedan od antimikrobnih lekova, grupe koja obuhvata antibiotike koji deluju na bakterijama, i antifungale koji deluju na gljiviciama. Oni se administriraju oralno, intravenozno ili topikalno.
Anparazitici širokog spektra, analogno antibioticima širokog spektra za bakterije, su  antiparazitski lekovi koji su efikasni u tretiranju širokog opsega parazitskih infekcija uzrokovanih parazitima iz različitih klasa.